# Richard Ludwig Schneider

Grabstätte von Richard Ludwig Schneider in Dresden

Richard Ludwig Schneider (* 8. April 1857 in Dresden; † 20. Januar 1913 in Blasewitz) war ein deutscher Komponist und Musikpädagoge.

## Leben und Werk
Richard Ludwig Schneider studierte an der Dresdener Konservatorium Klavier, Komposition und Musikpädagogik. Ab 1879 lehrte er auch an diesem Konservatorium. Er gründete 1890 die Dresdner Musikschule. Im Jahr 1908 wurde er zum Professor ernannt. Schneider verstarb 1913 in Blasewitz und wurde auf dem Johannisfriedhof beigesetzt.
Richard Ludwig Schneider komponierte Klavieretüden und andere instruktive Klavierwerke sowie Lieder und Chorwerke. Er schrieb die Werke Die musikalische Metrik als Grundlage der Rhythmik und Philosophische Bruchstücke und Aphorismen.